# Luigi Condorelli Francaviglia
Luigi Condorelli Francaviglia (Catania, 26 ottobre 1938) è un giurista italiano.

## Biografia
Figlio di Orazio Condorelli e di Anastasia Francaviglia, nipote di Luigi Condorelli. È stato docente di Diritto umanitario internazionale e di Diritto internazionale pubblico all'Università di Ginevra per oltre vent'anni. È stato professore ordinario di diritto internazionale nella Facoltà di Giurisprudenza dell'Università di Firenze fino all'anno accademico 2014/2015, ove è stato chiamato mediante il programma "rientro dei cervelli" per il ritorno di studiosi italiani di chiara fama residenti all'estero. Dal 2016 è docente emerito. È membro del Comitato di redazione della Revue générale de droit international public, della Société française pour le droit international (SFDI), e del Comitato scientifico del Russian Independent Institute of International Law. 
Membro di vari tribunali amministrativi internazionali (OCSE, Eutelsat, OCCAR, etc.), è stato "Conseil" di Stati in svariate cause dinanzi alla Corte internazionale di giustizia delle Nazioni Unite e a Tribunali arbitrali internazionali. È stato ed è membro di delegazioni governative italiane presso varie Conferenze diplomatiche internazionali o presso Organizzazioni internazionali (ONU, UNESCO, etc.). È stato inoltre designato dal Governo italiano in qualità di esperto per partecipare a svariati Comitati riuniti sotto l'egida del Comitato Internazionale della Croce Rossa. È membro regolare delle delegazioni governative italiane alle Conferenze internazionali della Croce Rossa. È stato membro della Commissione internazionale umanitaria d'inchiesta (art. 90, I Protocollo addizionale alle Convenzioni di Ginevra del 1949) fino al 2001.

## Opere
- La funzione del riconoscimento di sentenze straniere, Giuffrè, Milano, 1967
- Il giudice italiano e il diritto internazionale, Giuffrè, Milano, 1972
- L’agricoltura fra Comunità economica europea Stato e regioni. Agricoltura e regioni, Il Mulino, Bologna, 1973
- Il giudice italiano e i trattati internazionali, Cedam, Padova, 1974